# Solução de Lugol
A solução de Lugol, também conhecido como solução de iodo forte, é uma solução de iodeto de potássio com iodo em água. É um medicamento e desinfetante usado para vários fins. Ingerido por via oral, é usado para tratar a tireotoxicose até que a cirurgia possa ser realizada, para proteger a glândula tireoide do iodo radioativo e para tratar a deficiência de iodo. É utilizada para ajudar no rastreamento do câncer do colo do útero. Como desinfetante, pode ser aplicada em feridas pequenas, como picadas de agulha. Uma pequena quantidade também pode ser usada para a desinfecção de emergência da água potável.
Os efeitos colaterais podem incluir reações alérgicas, dor de cabeça, vômitos e inflamação da parte branca dos olhos. O uso a longo prazo pode resultar em problemas para dormir e depressão. Normalmente não deve ser usado durante a gravidez ou amamentação. A solução de Lugol é um líquido composto de duas partes de iodeto de potássio para cada parte de iodo elementar na água.
A solução de Lugol foi preparada pela primeira vez em 1829 pelo médico francês Jean Lugol. Está na Lista de Medicamentos Essenciais da Organização Mundial da Saúde, os medicamentos mais seguros e eficazes necessários em um sistema de saúde. A solução de Lugol está disponível como medicamento genérico e sem receita. No Reino Unido, o NHS paga £ 9,57 por 500ml de solução. A solução de Lugol é disponível em diferentes dosagens de iodo. Grandes volumes de concentrações superiores a 2,2% podem estar sujeitos a regulamentação.

## Usos

### Aplicações médicas
A administração pré-operatória de solução de Lugol diminui a perda sanguínea intra-operatória durante a tireoidectomia em pacientes com doença de Graves. No entanto, parece ineficaz em pacientes que já estão eutireoidianos em uso de medicamentos antitireoidianos e levotiroxina.
- Durante a colposcopia, A solução de Lugol é aplicada na vagina e no colo do útero. O tecido vaginal normal fica marrom devido ao seu alto conteúdo de glicogênio, enquanto o tecido suspeito de câncer não se mancha e, portanto, parece pálido em comparação com o tecido circundante. A biópsia de tecido suspeito pode então ser realizada. Isso é chamado de teste de Schiller.
- A solução de Lugol também pode ser usada para visualizar melhor a junção mucogengival na boca. Semelhante ao método de coloração mencionado acima em relação à colposcopia, a mucosa alveolar tem um alto conteúdo de glicogênio que dá uma reação de iodo positiva contra a gengiva queratinizada.[13]
- A solução de Lugol também pode ser usada como um germicida oxidante, porém é um tanto indesejável, pois pode causar cicatrizes e descolorir a pele temporariamente. Uma maneira de evitar esse problema é usar uma solução de etanol 70% para remover o iodo posteriormente.
- A solução de Lugol foi distribuída na República Popular da Polônia após a catástrofe de Chernobyl, devido ao facto de o governo não ter sido informado da gravidade do evento e superestimar a radiação e indisponibilidade de comprimidos de iodo.[14]

### Ciência
- Como mordente ao realizar a coloração de Gram. É aplicado por 1 minuto após a coloração com violeta cristal, mas antes do etanol, para garantir que o peptidoglicano dos organismos gram positivos permaneça corado, identificando-o facilmente como um gram positivo na microscopia.
- Esta solução é usada como um teste indicador da presença de amidos em compostos orgânicos,[15] com os quais reage tornando-se azul escuro / preto. Soluções elementares de iodo como a de Lugol mancham amidos devido à interação do iodo com a estrutura da bobina do polissacarídeo. Os amidos incluem os amidos vegetais amilose e amilopectina e glicogênio em células animais. A solução de Lugol não detecta açúcares simples, como glicose ou frutose. Na condição patológica de amiloidose, depósitos de amiloide (ou seja, depósitos que se coram como amido, mas não são) podem ser tão abundantes que os órgãos afetados também ficarão grosseiramente positivos para a reação de Lugol para amido.
- Pode ser usado como corante celular, tornando os núcleos celulares mais visíveis e preservando amostras de fitoplâncton.
- A solução de Lugol também pode ser usada em vários experimentos para observar como uma membrana celular usa osmose e difusão.
- A solução de Lugol também é usada na indústria de aquários marinhos. A solução da Lugol fornece uma forte fonte de iodo e iodeto gratuitos para os habitantes dos recifes e macroalgas. Embora a solução seja considerada eficaz quando usada com corais rochosos, os sistemas contendo xenia e corais moles são considerados particularmente beneficiados pelo uso da solução de Lugol. Usado como um mergulho para corais pedregosos e moles ou de couro, Lugol pode ajudar a livrar os animais de parasitas indesejados e bactérias prejudiciais. A solução é pensada para promover a coloração melhorada e possivelmente prevenir o branqueamento dos corais devido às mudanças na intensidade da luz, e para aumentar a expansão dos pólipos de coral. As cores azuis da Acropora spp. acredita-se que sejam intensificados pelo uso de iodeto de potássio. Suplementos especialmente embalados do produto para uso em aquários podem ser adquiridos em lojas especializadas e online.

## Efeitos adversos
Por conter iodo livre, a solução de Lugol na concentração de 2% ou 5% sem diluição é irritante e destrutiva para a mucosa, bem como para o revestimento do esôfago e do estômago. Foi relatado que doses de 10 mL de solução não diluída a 5% causam lesões gástricas quando usadas em endoscopia. O LD50 para 5% de iodo é 14.000 mg / kg (14 g / kg) em ratos e 22.000 mg / kg (22 g / kg) em camundongos.
A Organização Mundial da Saúde classifica as substâncias tomadas por via oral com um LD50 de 5–50 mg / kg como a segunda classe de toxicidade mais alta, Classe Ib (Altamente Perigoso). O Sistema Harmonizado Global de Classificação e Rotulagem de Produtos Químicos categoriza isso como Categoria 2 com uma declaração de perigo "Fatal se ingerido". O iodeto de potássio não é considerado perigoso.

## Mecanismo de ação
Os usos e efeitos acima são consequências do fato de que a solução é uma fonte de iodo elementar efetivamente livre, que é prontamente gerado a partir do equilíbrio entre as moléculas de iodo elementar e os íons de poliiodeto na solução.

## História
Foi historicamente usado como tratamento de primeira linha para hipertireoidismo, pois a administração de quantidades farmacológicas de iodo leva à inibição temporária da organificação do iodo na glândula tireoide, fenômeno denominado efeito Wolff-Chaikoff. No entanto, não é usado para tratar certas causas auto-imunes de doenças da tireoide, pois o bloqueio da organificação do iodo induzido por iodo pode resultar em hipotireoidismo. Eles não são considerados terapia de primeira linha devido à possível indução de hipertireoidismo resistente, mas podem ser considerados como terapia adjuvante quando usados em conjunto com outros medicamentos para hipertireoidismo.
A solução de Lugol tem sido usada tradicionalmente para repor a deficiência de iodo. Por causa de sua ampla disponibilidade como um descontaminante de água potável e alto teor de iodeto de potássio, o uso emergencial dele foi inicialmente recomendado ao governo polonês em 1986, após o desastre de Chernobyl para substituir e bloquear qualquer entrada de 131I radioativo, embora era conhecido por ser um agente não ideal, devido ao seu conteúdo de iodo livre um tanto tóxico. Outras fontes afirmam que a solução de iodeto de potássio puro em água (SSKI) acabou sendo usada para a maior parte da proteção da tireóide após o acidente. Há "fortes evidências científicas" para a proteção da tireóide com iodeto de potássio para ajudar a prevenir o câncer de tireóide. O iodeto de potássio não fornece proteção imediata, mas pode ser um componente de uma estratégia geral em uma emergência de radiação.
Historicamente, a solução de Lugol está amplamente disponível e é usada para uma série de problemas de saúde com algumas precauções. Lugol às vezes é prescrito em uma variedade de tratamentos médicos alternativos. Somente depois do fim da Guerra Fria o complexo tornou-se sujeito à regulamentação nacional no mundo de língua inglesa.

## Sociedade e cultura

### Regulamentação
Até 2007, nos Estados Unidos, a solução de Lugol não era regulamentada e era disponível sem receita como um reagente geral, um anti-séptico, um conservante ou um medicamento para aplicação humana ou veterinária.
Desde 1º de agosto de 2007, o DEA regulamenta todas as soluções de iodo contendo mais de 2,2% de iodo elementar como um precursor da Lista I porque podem ser potencialmente usadas na produção ilícita de metanfetamina. As transações de até uma onça fluida (30 ml) de solução de Lugol estão isentas deste regulamento.

### Fórmula e fabricação
| Concentração nominal | Iodo (I2) [mg/gota] | Iodeto de potássio (KI) [mg/gota] | Iodo total [mg/gota] |
| -------------------- | ------------------- | --------------------------------- | -------------------- |
| 1%                   | 0.5                 | 1.0                               | 1.3                  |
| 2%                   | 1.0                 | 2.0                               | 2.5                  |
| 5%                   | 2.5                 | 5.0                               | 6.3                  |
| 10%                  | 5.0                 | 10.0                              | 12.6                 |

Lugol é disponível em várias dosagens de cerca de 2,5% a cerca de 25% de iodo total (peso / volume). A solução de 5% mais comumente usada (nominal) consiste em 5% (peso / v) de iodo metálico (I2) e 10% (peso / v) de iodeto de potássio (KI) misturados em água destilada e tem um teor total de iodo de 126,4 mg / mL. O iodeto se combina com o iodo metálico para formar uma solução de alta concentração de triiodeto de potássio (KI3). Existe algum excesso de potássio.
A solução de Lugol é comumente disponível em diferentes potências (nominais) de 1%, 2%, 5% ou 10%. As concentrações de iodo superiores a 2,2% estão sujeitas às regulamentações dos EUA. Se as regulamentações dos EUA forem interpretadas literalmente, sua concentração máxima de iodo de 2,2% limita a solução de Lugol a 0,87% máximo (nominal).
A solução de 5% mais comumente usada (nominal) consiste em 5% (peso / v) de iodo (I2) e 10% (peso / volume) de iodeto de potássio (KI) misturados em água destilada e tem um teor total de iodo de 126,4 mg / mL. A solução (nominal) a 5% tem assim um conteúdo total de iodo de 6,32 mg por gota de 0,05 mL; a solução (nominal) de 2% tem 2,53 mg de conteúdo total de iodo por gota.
O iodeto de potássio torna o iodo elementar solúvel em água através da formação do triiodeto (I-3).
3) íon. Não deve ser confundido com a tintura de soluções de iodo, que consistem em iodo elementar e sais de iodeto dissolvidos em água e álcool. A solução de Lugol não contém álcool.
Outros nomes para a solução de Lugol são I2KI (iodeto de iodo-potássio); Markodine, solução forte (Sistêmica); e Solução Aquosa de Iodo BP.
No Reino Unido, o NHS paga £ 9,57 por 500 ml de solução.

### Anti-sépticos de iodo
- Tintura de iodo
- Iodopovidona

### Reagentes
- Reagente de Benedict
- Reagente de Melzer